# Freyella fragilissima
Freyella fragilissima is een elfarmige zeester uit de familie Freyellidae.
De wetenschappelijke naam van de soort werd in 1889 gepubliceerd door Percy Sladen.